# Lescar
Lescar' és un municipi francès, situat al departament dels Pirineus Atlàntics i a la regió de la Nova Aquitània. L'any 1999 tenia 8.191 habitants.

## Demografia
| Evolució de la població |       |       |       |       |       |       |       |       |
| 1793                    | 1800  | 1806  | 1821  | 1831  | 1836  | 1841  | 1846  | 1851  |
| 1 948                   | 1 710 | 1 611 | 1 781 | 2 093 | 1 938 | 2 096 | 2 014 | 1 940 |

| 1856  | 1861  | 1866  | 1872  | 1876  | 1881  | 1886  | 1891  | 1896  |
| ----- | ----- | ----- | ----- | ----- | ----- | ----- | ----- | ----- |
| 1 877 | 1 776 | 1 827 | 1 807 | 1 855 | 1 791 | 1 794 | 1 645 | 1 630 |

| 1901  | 1906  | 1911  | 1921  | 1926  | 1931  | 1936  | 1946  | 1954  |
| ----- | ----- | ----- | ----- | ----- | ----- | ----- | ----- | ----- |
| 1 554 | 1 522 | 1 482 | 1 471 | 1 661 | 1 871 | 1 750 | 1 576 | 1 855 |

| 1962  | 1968  | 1975  | 1982  | 1990  | 1999  | 2006 | 2011 | 2016 |
| ----- | ----- | ----- | ----- | ----- | ----- | ---- | ---- | ---- |
| 2 194 | 2 953 | 4 164 | 5 186 | 5 793 | 8 191 | -    | -    | -    |

| 2019 | - | - | - | - | - | - | - | - |
| ---- | - | - | - | - | - | - | - | - |
| -    | - | - | - | - | - | - | - | - |

## Història
Fou la capital històrica del Bearn i es deia Beneharnum. Destruïda pels normands vers el 850 fou coneguda després com a Lescar. Fou la capital del Vescomtat de Bearn. Tenia una seu episcopal que fou destruïda, per bé que es va construir una nova catedral al segle xii amb el nom de Nostra Senyora de l'Assumpció. Fou seu del bisbat fins al 1801, moment en què traslladà a Baiona).

## Administració
| Període   | Identitat       | Partit |
| --------- | --------------- | ------ |
| 1983-2008 | René Claverie   | UMP    |
| 2008-     | Christian Laine | PS     |

## Agermanaments
- l'Alfàs del Pi
- Sátão

## Personatges il·lustres
- Joan Enric de Fondevila, (1633 - 1705) escriptor en llengua occitana